# 浅井健博
浅井 健博（あさい たけひろ、1972年 - ）は、日本放送協会のチーフ・プロデューサー。
慶應義塾大学商学部卒業後、1994年NHKに入局。これまでに「ためしてガッテン」「サイエンスアイ」などを担当。1996年、NHK水戸放送局に配属となり動燃の火災爆発事故や東海村JCO臨界事故の報道に携わる。2000年、科学環境番組部に配属。「クローズアップ現代」や「NHKスペシャル」に携わる。現在は大型企画開発センターでNHKスペシャルなどの番組制作を担当している。

## 主な担当番組
- 2000年 NHKスペシャル「エネルギーシフト 第1回 電力革命がはじまった」
- 2003年 NHKスペシャル「新型肺炎 〜感染拡大を阻止せよ〜」
- 2004年 NHKスペシャル「にっぽんの"ゴミ"大陸へ渡る 中国式リサイクル錬金術」
- 2004年 NHKスペシャル「気候大異変 (1)異常気象 地球シミュレータの警告」
- 2004年 NHKスペシャル「低酸素社会に踏み出せるのか」
- 2011年 NHKスペシャル「緊急報告 東北関東大震災」
- 2011年 NHKスペシャル「緊急報告 福島原発」
- 2012年 NHKスペシャル「ヒューマン なぜ人は人間になれたのか」

## 受賞歴
- ギャラクシー賞選奨：『NHKスペシャル　にっぽんの"ゴミ"大陸へ渡る 中国式リサイクル錬金術』[2]
- 科学ジャーナリスト賞2015：『NHKスペシャル　腸内フローラ～解明！ 驚異の細菌パワー～』[3]